# René Maire
René Charles Joseph Ernest Maire (n. 29 mai 1878, Lons-le-Saunier – d. 24 noiembrie 1949, Alger, Algeria franceză) a fost un botanist și micolog francez, profesor universitar și rector al Universității din Alger. Abrevierea numelui său în cărți științifice este Maire.

## Biografie

### Cariera în Franța

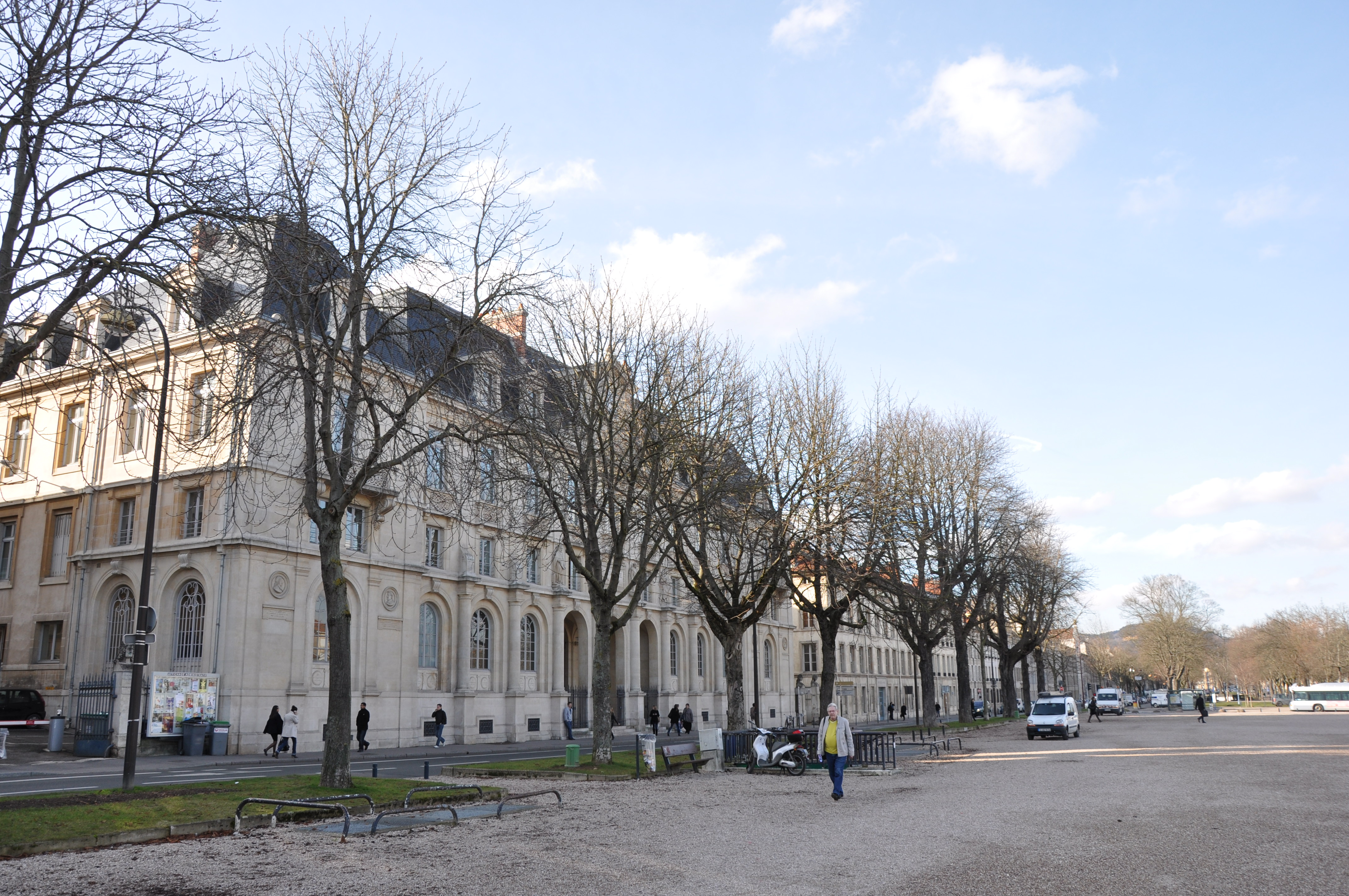
Universitatea din Nancy

Tatăl lui René a fost ofițer al administrației Des Eaux et Forêts și tânărul său fiu l-a acompaniat adesea pe cursurile sale de supraveghere, părintele arătând-ui și explicând-ui diversele specii de copaci, plante și ciuperci, iar băiatul a fost pasionat de aceste studii. Prin urmare, nu a fost surprinzător faptul că René a început timpuriu cu cariera botanistă. Astfel, la vârsta de 15 ani, a publicat o primă notă în „Foaia Tinerilor Naturaliști”, iar între 1894 și 1896 a scris o lucrare despre flora din Haute-Saône, expusă la Muséum d'histoire naturelle de Gray, mai departe a publicat lucrări despre ciupercile parazitare și dăunătoare din familiile Uredinales (în prezent: Pucciniales) și Ustilaginales. A început studiul la Facultatea de Științe din  Dijon, fiind un absolvent cu note excepționale în 1897. În același an a devenit membru al Société d'histoire naturelle de la Moselle cu sediul în Metz (pe atunci Imperiul German). Apoi, din 1898, a preluat pentru zece ani o funcție ca taxidermist la Nancy, mai întâi la Facultatea de Medicină, apoi la cea de Științe, pe care a întrerupt-o de mai multe ori datorită celor multe călătorii întreprinse. În 1902 a scris teza sa de doctorat în științe naturale la Facultatea de Științe din Paris, răsunătoare pe timpul ei, privind citologia și taxonomia basidiomicetelor, în care a ridicat de exemplu subgenul Paxillaceae în rang de familie, constatând afinitățile sale cu speciile din genul Boletus pe baza asemănărilor anatomice, fapt care a fost dovedit ulterior prin studii moleculare, plasând în consecință genurile Paxillus și Gyrodon la baza cladei care conține membrii ai genului Boletus. Pentru această lucrare Academia Franceză de Științe l-a onorat cu „Premiul Montagne” pentru anul 1903. Tot în această perioadă a făcut o călătorie în Suedia, pe urmele marelui micolog Elias Magnus Fries, fiind însă mult mai fascinat de excursiunile sale prin țările mediteraneene, Spania, Grecia, Asia Mică și în sfârșit Africa de Nord. Astfel a cunoscut o mulțime de botaniști și micologi străini. În 1902 s-a îndreptat spre Africa de Nord, unde savantul a colectat între anii 1902 și 1904 material de plante pentru studii în Algeria și Maroc. În 1905 a scris teza Les Champignons vénéneux d'Algérie („Ciupercile otrăvitoare din Algeria”) pentru a obține doctoratul în medicină, dar încă nu a publicat-o și s-a întors pentru câtva timp în Europa. Astfel, tot în 1905, a participat activ la „Congresul Internațional de Botanică” din Viena, unde opiniile sale au fost ascultate și discutate. Mai târziu, la congresul de la Bruxelles din 1910, a jucat un rol important în cadrul discuțiilor privind nomenclatura în domeniul micologiei. Din 1908-1911 a deținut funcția de maitre de conférences (lector universitar) pentru botanică la Universitatea din Caen.

### Cariera în Algeria franceză

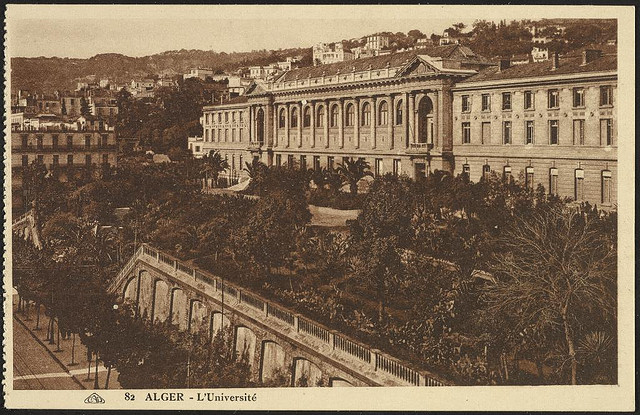
Universitatea din Alger

În 1911 Maire a fost numit profesor la Catedra de Botanică a Facultății de Științe din Alger. În plus a fost însărcinat cu studii botanice de către autoritățile marocane și a fost responsabil pentru cele în Sahara. A rămas în această funcție timp de 38 de ani, neglijând oportunitățile de a prelua o profesură la Paris  pe care le-a avut de mai multe ori și și-a încheiat cariera ca rector al universității.
În tot timpul până la izbucnirea Primului Război Mondial, Maire a aprofundat studiile medicale. După mobilizarea Franței din 1914, savantul a fost clasificat pentru serviciul auxiliar și mobilizat în serviciul de sănătate. În mijlocul razboiului (1916) a luat doctoratul în medicină cu teza din 1905 (vezi mai sus) la Alger. Prin urmare a fost trimis ca medic la „Armata franceză de Est”, la Salonic, unde a pierdut un ochi din cauza unui accident. După ce o detașare a retinei amenința să-l facă orb, a fost repatriat.
Nu numai numirea sa la Catedra de Botanică a Facultății de Științe din Alger, ci în primul rând pierderea unui ochi prin accidentul de la Salonic precum îmbolnăvirea celui rămas, ce l-a lipsit aproape de vedere, au produs o schimbare în orientarea științifică a operei sale. Având să renunțe aproape complet la cercetările citologice delicate, atât de obositoare pentru ochi, René Maire și-a rezervat aproape toată activitatea sa științifică pentru studiul florei și geografiei botanice.
Din 1921 până în 1940, profesorul a întreprins 27 de călătorii prin Maroc, în 1928 a fost șeful expediții în munții Ahaggar, iar în 1938 a explorat Tripolitania și Cirenaica. Astfel, a reușit să colecteze un număr considerabil de probe pe care le-a adăugat la cele colectate de diverși colaboratori, studiindu-le mereu în timpul șederii sale în Alger. În vacanțe a completat documentația la muzeul universității. El a fost, în cuvintele lui M. R.Courrier (șef al laboratoarelor ale instituției Collège de France) „evreul rătăcitor al botanicii”.
A fost trăsnit de o hemoragie cerebrală în fața biroului său, într-o duminică, pe 4 februarie 1948, care la lăsat slăbit, vorbind și scriind după acea numai cu greu, dar gândirea și memoria rămăseseră intacte. El a mai avut mângâierea de a primi, la 28 mai 1949 la Castelul Fréhaut, un volum de jubileu pe care l-au dedicat lui prietenii și foștii săi studenți. În vara următoare a vrut să revină și să revadă Fréhaut, dar a murit în Alger din cauza unui înnoit infarct cerebral în ziua de 24 noiembrie 1949, 
jelit de mulți și în special de doamna Renée Arnaud-Battandier, cu care a trăit împreună timp de 35 de ani.
Marele om de știință a fost membru a multor societăți sau institute științifice din Anglia, Cehoslovacia, Franța, Italia sau Spania, între ele Academiei Franceze de Științe (membru corespondent în 1923, membru titular în 1946), Academia Regală Suedeză de Științe (membru străin în 1923) și Linnean Society of London (membru). A fost de asemenea autorul de neenumerate publicații, cea mai prestigioasă a fost marea sa operă în 16 volume Flore de l'Afrique du Nord, un rezumat al cercetărilor sale asupra florei Africii de Nord între anii 1918 și 1931 care însă a fost publicată de abia postum, începând în 1952.

## Onoruri (selecție)

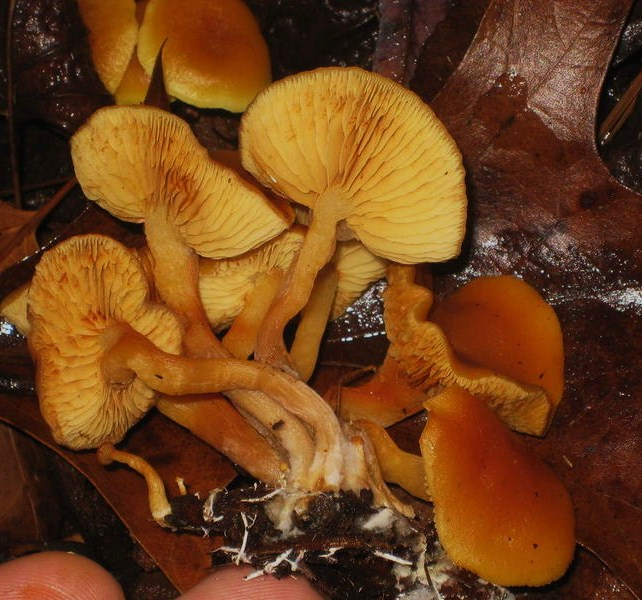
Gymnopilus.sapineus

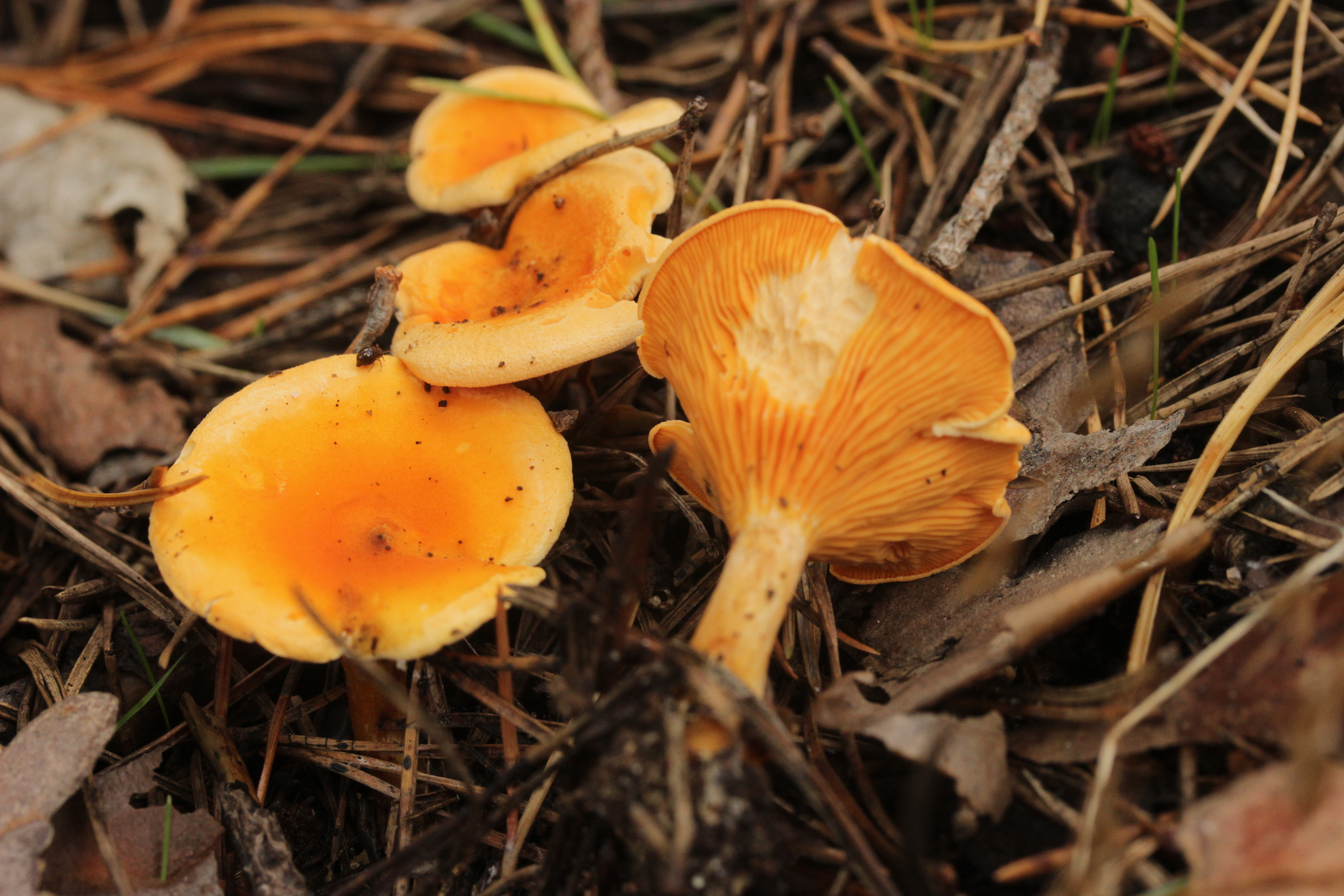
Hygrophoropsis aurantiaca

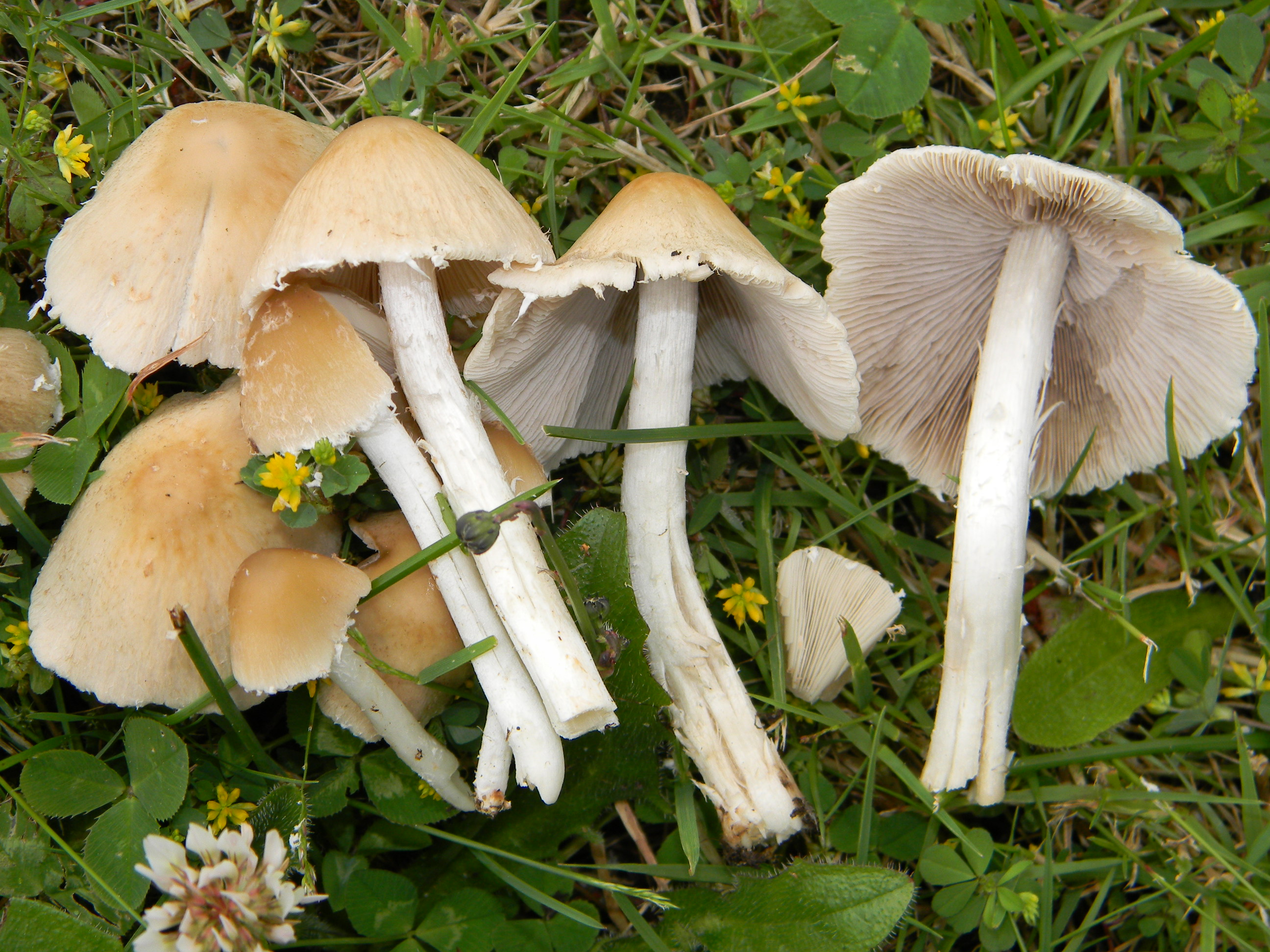
Psathyrella candolleana

- 1897: Membru al Société d'histoire naturelle de la Moselle
- 1903: Membru al Société mycologique de France
- 1903: Premiul Montagne
- 1923: Membru corespondent al Academiei Franceze de Științe[13]
- 1923: Membru străin al Academiei Regale Suedeze de Științe[13]
- 1931: Ordinul Regal Marocan „Ouissam alaouite”[15]
- 1936: Doctor honoris causa de la Universitatea din Atena[13]
- 1946: Membru titular al Academiei Franceze de Științe[13]
- Membru al Linnean Society of London
- Ofițer al ordinului de Merit Agricol (Ordre du Mérite agricole)[16]

## Genuri și specii de bureți denumite de Maire (selecție)
Pe lângă clasificarea genurilor de ciuperci Paxillus și Gyrodon,  următoarele specii au fost descrise pentru prima dată sau repartizate nou de către Maire (mică selecție):

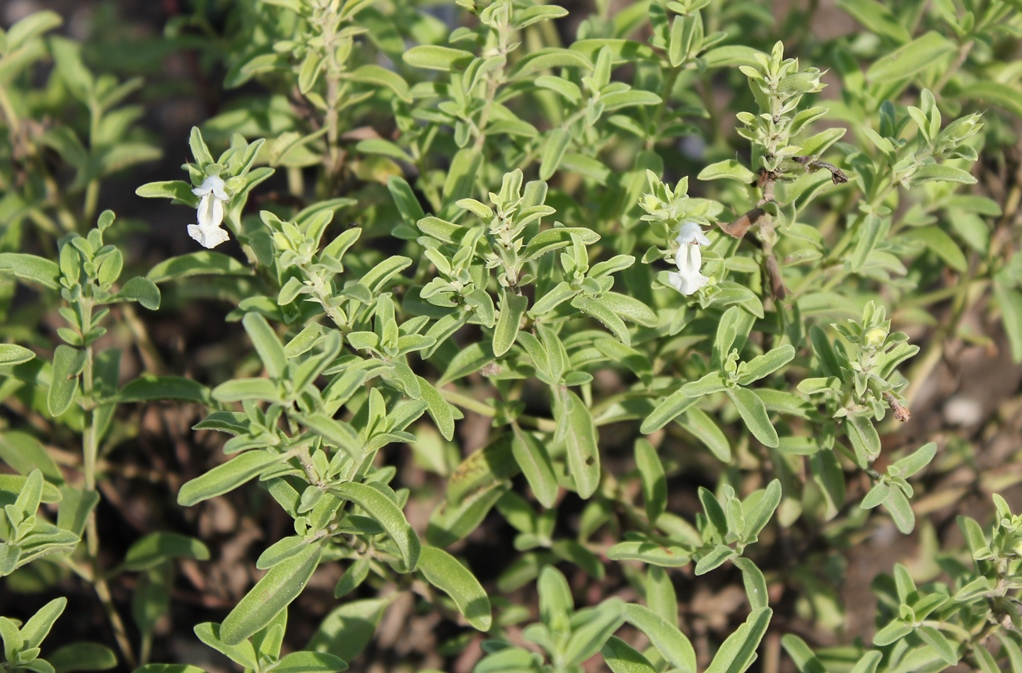
Dracocephalum mairei

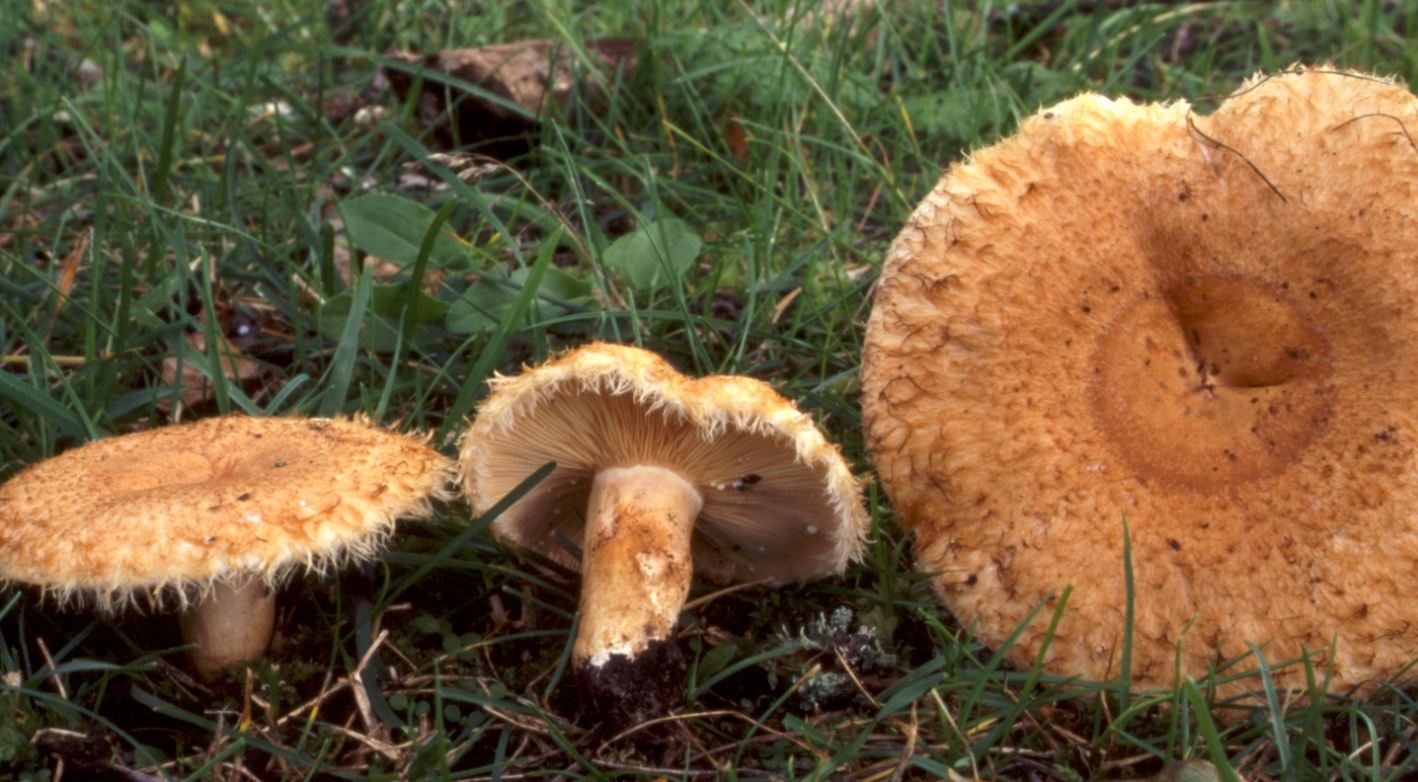
Lactarius mairei

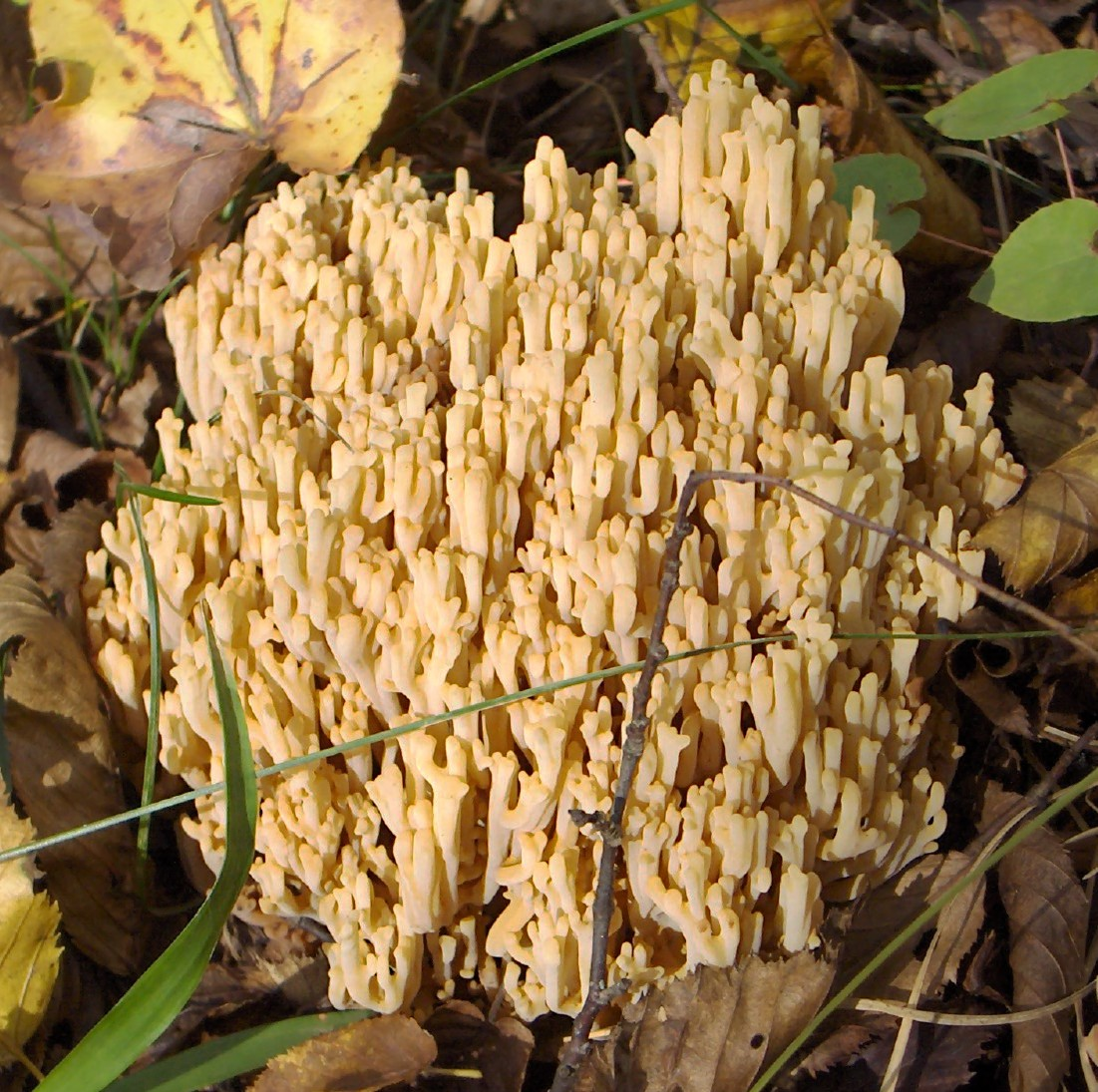
Ramaria mairei

### Genuri
| - Gomphidiaceae (Maire) Jülich - Hygrophoropsis (J. Schroeter) Maire - Rhodocybe, Maire (1926) - Rhodotus Maire - Volkartia Maire - Xeromphalina Kühner & Maire - Xerula Maire |

### Specii
| - Amanita codinae: (Maire) Singer - Argyrocytisus battandieri (Maire) Raynaud - Campanula monodiana Maire - Cantharellus ianthinoxanthus (Maire, 1911) Kühner (1947) - Cortinarius anomalus var. spilomeus (Fr.) Maire - Gymnopilus sapineus (Fr.) Maire - Hygrophoropsis aurantiaca (Wulfen : Fr.) Maire - Hygrophorus camarophyllus (Alb. & Schwein.) Maire (1912) - Hygrophorus reai Maire | - Hypomyces vuilleminianus Maire - Laccaria bicolor (Maire) P.D.Orton - Lentinellus vulpinus (Fr.) Maire & Kühner - Phaeolepiota aurea (Matt.) Maire - Pleurotus yuccae Maire 1919 - Psathyrella candolleana (Fr.) Maire - Psathyrella hydrophila (Fr.) Maire - Rhodotus palmatus (Bull.) Maire - Xeromphalina campanella (Batsch) Maire & Kühner |

## Specii dedicate în onoarea lui Maire

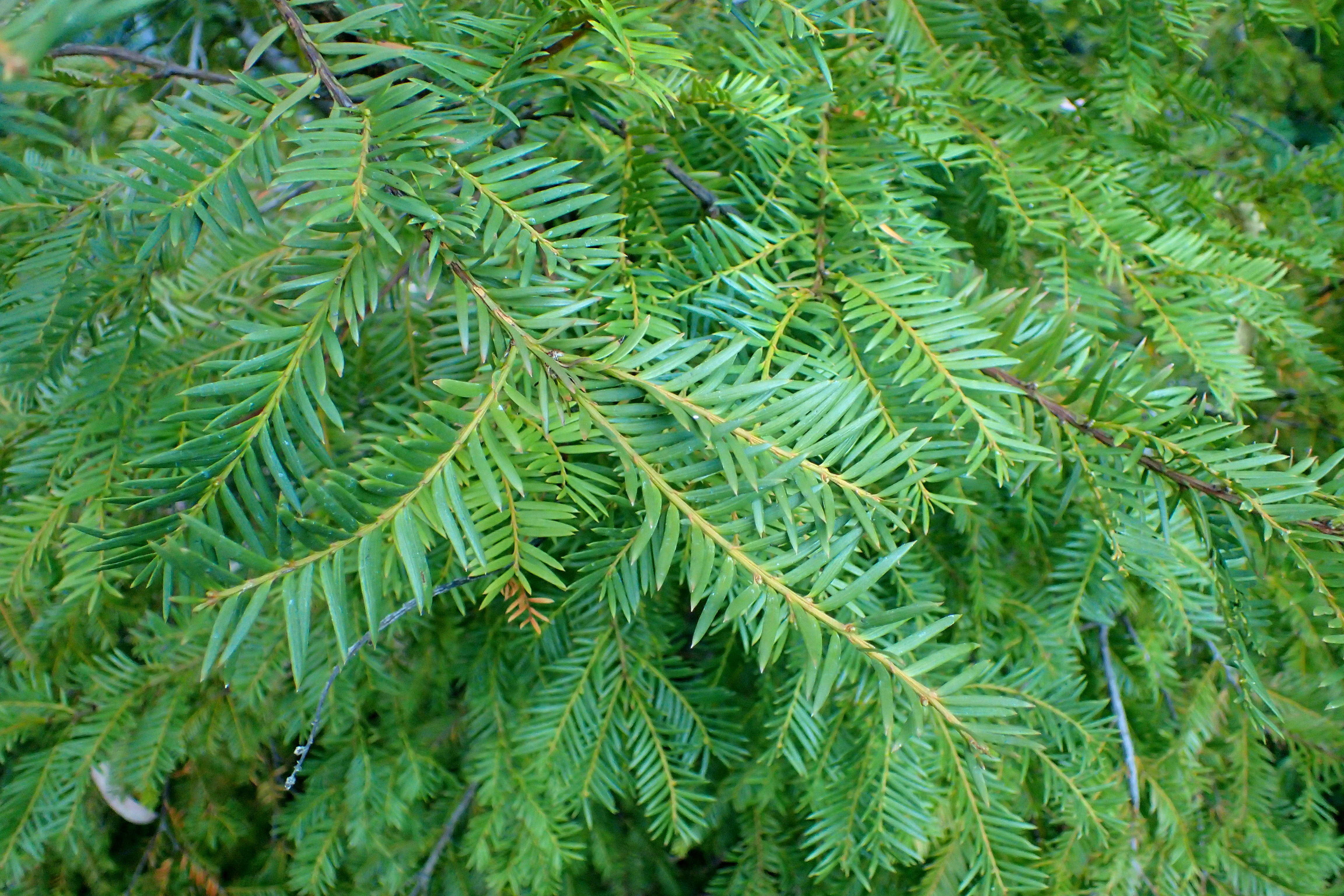
Taxus mairei

Marelui om de știință au fost dedicate peste 400 de genuri (ca de exemplu Mairetis din familia Boraginaceae) sau specii, în primul rând purtând epitetul mairei. Lista acestor plante și ciuperci poate fi văzută și citită aici: 

## Publicații (mică selecție)
- Note sur le développement saprophytique et la structure eytologique des sporidies-levures chez l’Ustilago Maudis, în: Bull. Soc. Mycologique de France, vol. XIV, 1898, p. 161-173, o placă colorată
- Note sur un parasite de Lactarius deliciosus, în: Bull. Herb. Boissier, vol. VII, 1899, p. 137-143 cu o placă
- L'évolution nucléaire chez les Endophyllum, în: Journal de Botanique, vol. XIV, 1900, p. 80-97 și 369-382,  cu o placă
- L'évolution nucléaire chez les Urédinées et la sexualité, în: Actes du Congrès International de Botanique de Paris, 1900, p. 135-150
- Quelques  Urédinées et Ustilaginées nouvelles ou peu connues, în: Bull. Soc. Mycologique de France, vol. XVI, anexă, 1900, p. 65-72
- Recherches cytologiques et taxonomiques sur les  Basidiomycètes, în: Bull. Soc. Mycologique de France, vol. XVIII, anexă, Paris 1902, p. 1-209, cu 7 plăci alb-negre și una colorată
- La formation des asques chez les Pezizes et l'évolution nucléaire des Ascomycètes, în: C. R.  Soc. Biologie, vol. LV, 1903, p. 1401-1402
- Sur les divisions nucléaires dans l'asque de la Morille et de quelques autres Ascomycètes, în: C. R. Soc. Biologie, vol. LVI, 1904, p. 822-824
- Remarques sur quelques Ervsiphacées, în: Bull. Soc. Sciences Nancy, 1905, p. 31-37 cu o placă
- Les suçoirs des Meliola et des Astcrina, în: Annales Mycologicae, vol. VI, 1908, p. 124-128, cu schițe
- Recherches   cytologiques sur quelques Ascomycètes, în: Annales  Mycologicae, vol. III, 1909, p. 123-154, cu 3 plăci
- La cytologie des Plasmodiophoracées et la classe des Phytomyxinae, în: Annales  Mycologicae, vol. VII, 1909, p. 226-253, cu schițe și 3 plăci
- Les bases de la classification dans le genre Russula, în: Bull. Soc. Mycologique de France, vol. XXVI, 1910, p. 49-125, cu schițe
- Une espèce européenne peu connue du genre Podoscypha Pal. (Bresadolina Brinkm.), în: Annales  Mycologicae, vol. VII, 1911, p. 426-431
- Nouvelles  recherches sur les Plasmodiophoracées, în: Annales  Mycologicae, vol. IX, 1911, p. 226-246, cu tab. 10-14
- Remarques sur quelques Hvpocréacées, în: Annales  Mycologicae, vol. IX, 1911, p. 315-325, cu o placă
- La Biologie des Urédinales, în: Progressus Rei Botanicae, vol. IV, p. 109-162
- Contribution à l'étude des Laboulbéniales de l'Afrique du Nord, în: Bull.  Soc. Hist. Nat. Afrique du Nord, vol. III, 1912, p. 194-199, cu 2 plăci
- Sur une nouvelle Laboulbéniale parasite des Scaphidiidae, în: Bull. Scient. France-Belgique, vol. XLIX, 1916, p. 290-296, cu schițe
- Les Champignons vénéneux d'Algérie, Thèse Doct. Médecine, în: Bulletin de la Société de Histoire Naturelle d’Afrique du Nord, vol. VII, Alger 1905, p. 131-206
- Deuxième contribution à l'étude des Laboulbéniales de l'Afrique du Nord, în: Bull. Soc. Hist. Nat. Afrique du Nord, vol. VII, 1919, p. 6-39, cu schițe și 2 plăci
- L'influence de la lumière sur la fructification d'une Agaricacée en culture pure, în: Bull. Soc. Hist. Nat. Afrique du Nord, vol. X,  1919, p. 94-106, o placă
- Troisième contribution à l'étude des Laboulbéniales de l'Afrique du Nord, în: Bull. Soc. Hist. Nat. Afrique du Nord, vol. XI, Alger 1920, p. 123-138 și 143-170  cu schițe și 2 plăci
- Myxomycètes de l'Afrique du Nord, în: Bull. Soc. Hist. Nat. Afrique du Nord, vol. XVII, 1926, p. 38-43, cu schițe (împreună cu Téophile Narcisse Patouillard)
- Rhodocybe, în: Bulletin de la Société Mycologique de France, vol. XL, nr. 3, 1926, p. 298
- Remarques sur les causes des divergences entre les auteur au sujet des dimensions des spores, în: Bulletin de la Société Mycologique de France, vol. XLII, 1926, p. 43-50
- Les méthodes actuelles dans l'étude de la systématique des Champignons charnus, la: International Botanical Congress, Cambridge, rezumat în: Bull. Soc. Hist. Nat. Afrique du Nord, vol. XXI, 1930, p. 200-206
- Cooke's Illustrations of British Fungi, în: Transact of the British Mycological Society, vol. XX, 1935, p. 33-95 (în colaborare cu Lucien Quélet
- Trois Lépiotes peu connus, în: Bull.  Soc. Hist. Nat. Afrique du Nord, vol. XXVIII, 1937, p. 108-112 (împreună cu Robert Kühner)
- Flore de l'Afrique du Nord, 16 volume, Editura Paul Lechevalier (din 1977 Éditions Lechevalier), Paris, 1952-1987 : 
vol. I 1952, vol. II 1953, vol. III 1955, vol. IV 1957, vol. V 1958, vol. VI 1959, vol. VII 1961, vol. VIII 1962, 
 vol. IX și X 1963, vol. XI 1964, vol. XII 1965, vol. XIII 1967, vol. XIV 1977, vol. XV 1980, vol. XVI 1987;